# Liste der Kulturdenkmäler in Hochborn
In der Liste der Kulturdenkmäler in Hochborn sind alle Kulturdenkmäler der rheinland-pfälzischen Ortsgemeinde Hochborn aufgeführt. Grundlage ist die Denkmalliste des Landes Rheinland-Pfalz (Stand: 25. März 2025).

## Denkmalzonen
| Bezeichnung                     | Lage             | Baujahr                            | Beschreibung                                                   | Bild            |
| ------------------------------- | ---------------- | ---------------------------------- | -------------------------------------------------------------- | --------------- |
| Denkmalzone Alter Friedhofsteil | Winkelgasse Lage | zweite Hälfte des 19. Jahrhunderts | gründerzeitliche Grabmäler, zweite Hälfte des 19. Jahrhunderts | Fotos hochladen |

## Einzeldenkmäler
| Bezeichnung              | Lage                                             | Baujahr         | Beschreibung | Bild            |
| ------------------------ | ------------------------------------------------ | --------------- | --- | --------------- |
| Kriegerdenkmal           | Langgasse, bei Nr. 13 Lage                       | 1882            | Kriegerdenkmal 1870/71, Germania, bezeichnet 1882, nach 1945 erweitert                                                  | Fotos hochladen |
| Hofanlage                | Pfarrgasse 4 Lage                                | 1921            | neubarocker Vierseithof; eingeschossiger Mansardwalmdachbau, bezeichnet 1921                                            | Fotos hochladen |
| Evangelische Pfarrkirche | Weedegasse 1 Lage                                | 12. Jahrhundert | romanischer Chorturm, um 1200, Turmaufsatz von 1907, Architekt Friedrich Pützer, Darmstadt, Saalbau 1618, Umbau 1857/58 | Fotos hochladen |
| Wasserbehälter           | nördlich des Ortes; Flur Am Odernheimer Weg Lage | um 1905         | neuklassizistischer Bossenquaderbau, um 1905                                                                            | Fotos hochladen |